# Moto G (thế hệ thứ hai)
Thế hệ thứ hai của Moto G (được tiếp thị đơn giản là Moto G) là một điện thoại thông minh chạy hệ điều hành Android được phát triển bởi Motorola Mobility. Phát hành vào ngày 6 tháng 9 năm 2014, nó kế nhiệm thiết bị Moto G đầu tiên vốn được phát hành vào năm 2013. Điện thoại này hướng tới các thị trường đang phát triển, mặc dù nó cũng có mặt ở các thị trường phát triển như là một tùy chọn giá rẻ so với các điện thoại khác ở cùng cấp.

## Phần cứng

### Các biến thể
| Version | Description                                           |
| ------- | ----------------------------------------------------- |
| XT1063  | Global GSM, Single SIM                                |
| XT1064  | US/Canada GSM, Single SIM                             |
| XT1068  | Global GSM, Dual-SIM, EU, Colombia                    |
| XT1069  | GSM+DTV, Dual-SIM, Brazil model supporting DTV or LTE |
| XT1072  | LTE, Single SIM, EU model                             |
| XT1077  | LTE, Dual SIM, China, 8/16 GB                         |
| XT1078  | 4G, Dual-SIM, Brazil, 16 GB                           |
| XT1079  | LTE, Dual-SIM, India/China, 16GB                      |